# Teatro Paiol Cultural
Teatro Paiol Cultural é um teatro localizado na Vila Buarque, na cidade de São Paulo.

## Crítica
Em 28 de setembro de 2014, foi publicado na Folha de S.Paulo o resultado da avaliação feita pela equipe do jornal ao visitar os sessenta maiores teatros da cidade de São Paulo. O local foi premiado com três estrelas, uma nota "regular", com o consenso: "O teatro fechou as portas em 2007 e reabriu há dois anos, após funcionar como cinema de filmes pornôs. A sala de tijolinhos aparentes é ampla e confortável. Perde pontos pelo cheirinho de mofo e pela qualidade dos banheiros. O responsável pelo local diz que há absoluto cuidado na limpeza e que os funcionários nunca detectaram cheiro de mofo."